# Walter A. Koch (Astrologe)
Walter Albert Koch (* 18. September 1895 in Esslingen am Neckar; † 25. Februar 1970 in Göppingen) war ein deutscher Lehrer und Astrologe.

## Leben
Als Soldat im Ersten Weltkrieg wurde er am rechten Bein schwer verwundet. Er studierte klassische Philologie und Geschichte in Straßburg und Tübingen, wo er 1923 über das Thema Ein Ptolemaeerkrieg promoviert wurde. Nach der Promotion ging er in den Staatsdienst. Ab 1924 publizierte er zu astrologischen und esoterischen Themen wie der psychologischen und esoterischen Bedeutung von Farben und Edelsteinen. In der Frühzeit des „Dritten Reichs“ vertrat er ariosophische und nationalsozialistische Positionen. Nach dem „Englandflug“ von Rudolf Heß im Mai 1941 kam es im Rahmen der Aktion gegen Geheimlehren und sogenannte Geheimwissenschaften zur Verhaftung aller bekannten Astrologen. In diesem Zuge wurde auch Koch festgenommen und bis Kriegsende in Gefängnissen und im KZ Dachau interniert.
Nach dem Krieg lehrte Koch am Hohenstaufen-Gymnasium in Göppingen. 1947 war er Gründungsmitglied des Deutschen Astrologenverbandes. Aus seiner Beschäftigung mit Keplers Aspektlehre entwickelte er mit der „Gestalthoroskopie“ einen anschaulichen und intuitiven Zugang zur Horoskopdeutung. Koch forschte zur Geschichte der astrologischen Häusersysteme und propagierte das nach ihm benannte Koch-Häusersystem, das von Friedrich Zanzinger und Heinz Specht entwickelt worden war, auch bekannt als Geburtsort-Häusersystem (GOH-System).

## Werke (Auswahl)
- Mit  Otto von Bressensdorf: Astrologische Farbenlehre. Otto Wilhelm Barth-Verlag, München-Planegg 1930
- Psychologische Farbenlehre: Die sinnlich-sittliche Wirkung der Farben. Marhold, Halle 1931
- Mathematicus. Die 4. der 19 größeren Deklamationen des Quintilian; Eine Untersuchung zur Geschichte der Willensfreiheit. Astra-Verlag, Leipzig 1934
- Die Seele der Edelsteine: Ästhetische und psychologische Edelsteinkunde auf astrologischer Grundlage. Hummel, Leipzig 1934
- Aspektlehre nach Johannes Kepler: Die Formsymbolik von Ton, Zahl und Aspekt. Astrologische Studienhefte, Kosmobiosoph. Ges., Hamburg 1950, 3. Aufl. Rohm, Bietigheim/Württ. 1979, ISBN 3-87683-124-5
- Deine Farbe – dein Charakter. Farbentyp und Menschenkunde. Haug, Saulgau/Württ. 1953. 4. Aufl. Rohm, Bietigheim 1989.
- Mit Wilhelm Knappich: Horoskop und Himmelshäuser. 1. Teil: Grundlagen und Altertum. Göppingen 1959
- Mit Friedrich Zanzinger: Regiomontanus und das Häusersystem des Geburtsortes. Siriusverlag Koch, Göppingen/Fils 1960
- Häusertabellen des Geburtsortes für die nördlichen Breiten 45° bis 56° bei einer Ekliptikschiefe von 23° 27'00"  (mit Elisabeth Schaeck) (1962)
- Gesammelte Aufsätze. Gestalthoroskopie. Herausgegeben von E. Schäck, Rohm Verlag, Bietigheim/Württ. 1981, ISBN 3-87683-138-5